# Gino Piccinin
Gino Piccinin (Pordenone, 13 giugno 1911 – Milano, 10 maggio 1995) è stato uno scacchista e arbitro internazionale di scacchi italiano.

## Biografia
Dopo avere arbitrato tornei di bridge passò a quelli di scacchi. L'autorevolezza, la signorilità e la precisione gli permisero di fare una rapida carriera: nel 1964 fu nominato arbitro internazionale. In tale veste divenne uno dei principali e più attivi arbitri italiani. Fu chiamato più volte nello staff arbitrale delle olimpiadi di scacchi e diresse la sfida per il campionato del mondo tra Karpov e Korčnoj del 1981 a Merano.
Abile nel decidere gli accoppiamenti dei giocatori, anche dopo l'introduzione di apposito software per computer, ricontrollava a mano l'esattezza del turno.